# Aspro (brydż)
Aspro to brydżowa konwencja licytacyjna, jedna w wielu form obrony po otwarciu 1BA przeciwnika, odmiana konwencji Astro opracowana przez angielskiego eksperta Terence'a Reese'a.  Nazwa Aspro pochodzi od popularnej w Anglii odmiany aspiryny.  Wejścia Aspro wyglądają następująco:
```
Kontra Siłowa, karna.
2♣     Dwukolorówka kiery i inny
2
♦
     Dwukolorówka piki i kolor młodszy
2
♥
     Jednokolorówka z kierami
2♠     Jednokolorówka z pikami
2BA    Oba kolory młodsze
3♣/3
♦
  Blok na długim kolorze młodszym
```